# 2011 UX412
2011 UX412, também escrito como 2011 UX412, é um objeto transnetuniano que está localizado no Cinturão de Kuiper, uma região do Sistema Solar. Este objeto é classificado como um cubewano. Ele possui uma magnitude absoluta de 8,1 e tem um diâmetro estimado com cerca de 106 km.

## Descoberta
2011 UX412 foi descoberto no dia 24 de outubro M. Alexandersen.

## Órbita
A órbita de 2011 UX412 tem uma excentricidade de 0,077 e possui um semieixo maior de 44,432 UA. O seu periélio leva o mesmo a uma distância de 41,019 UA em relação ao Sol e seu afélio a 47,845 UA.